# جک دولین
جک دولین (انگلیسی: Jack Dollin؛ 1866 – 22 april ۱۹۵۵ (۸۸−۸۹ سال)) بازیکن فوتبال اهل بریتانیا بود.
از باشگاه‌هایی که در آن بازی کرده‌است می‌توان به باشگاه فوتبال ساوت‌همپتون اشاره کرد.